# Paronychia weberbaueri
Paronychia weberbaueri är en nejlikväxtart som beskrevs av Mohammad Nazeer Chaudhri. Paronychia weberbaueri ingår i släktet prasselörter, och familjen nejlikväxter. Inga underarter finns listade i Catalogue of Life.